# Edstuga
Edstuga is een plaats in de gemeente Bollnäs in het landschap Hälsingland en de provincie Gävleborgs län in Zweden. De plaats heeft 65 inwoners (2005) en een oppervlakte van 18 hectare.